# Lista över segrare i Giro d’Italia
Detta är en lista över segrare i Giro d’Italia.

## Tabell

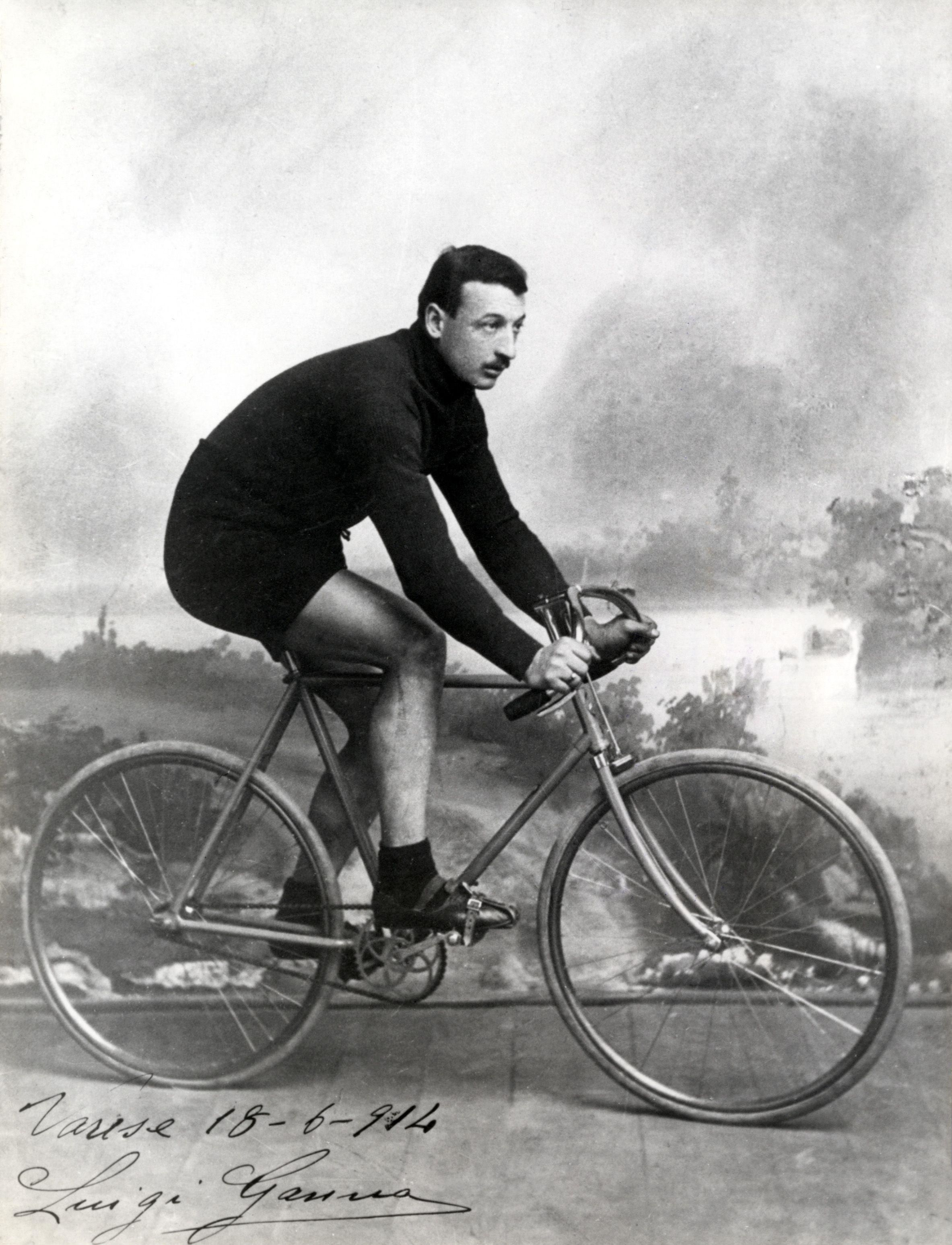
Luigi Ganna var den första vinnaren av Giro d’Italia, 1909.
Bild tagen den 18 juni 1914.

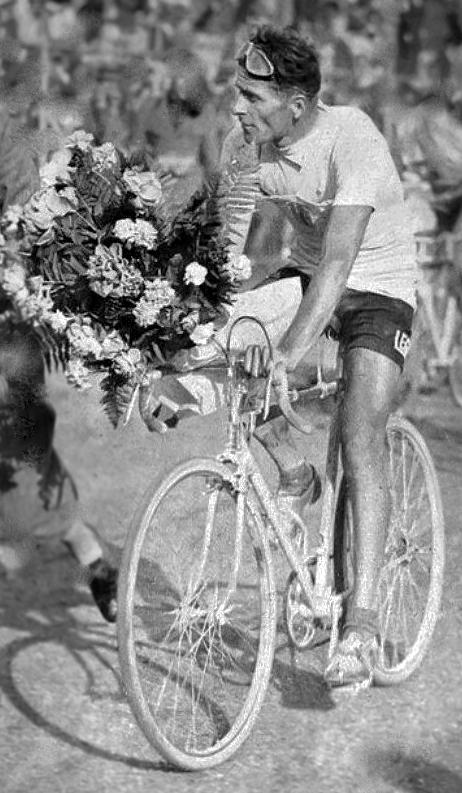
Alfredo Binda var den första cyklisten som vann bergspristävlingen, 1933.
Bild tagen den 28 maj 1933, vid målgången av Giro d’Italia.

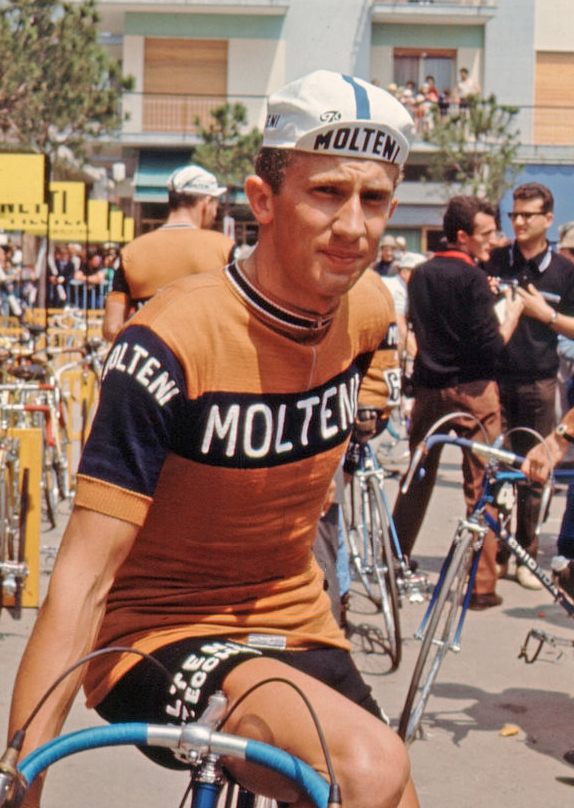
Gianni Motta var den första cyklisten som vann poängpristävlingen, 1966.
Bild tagen i maj 1966, före starten av Giro d’Italia.

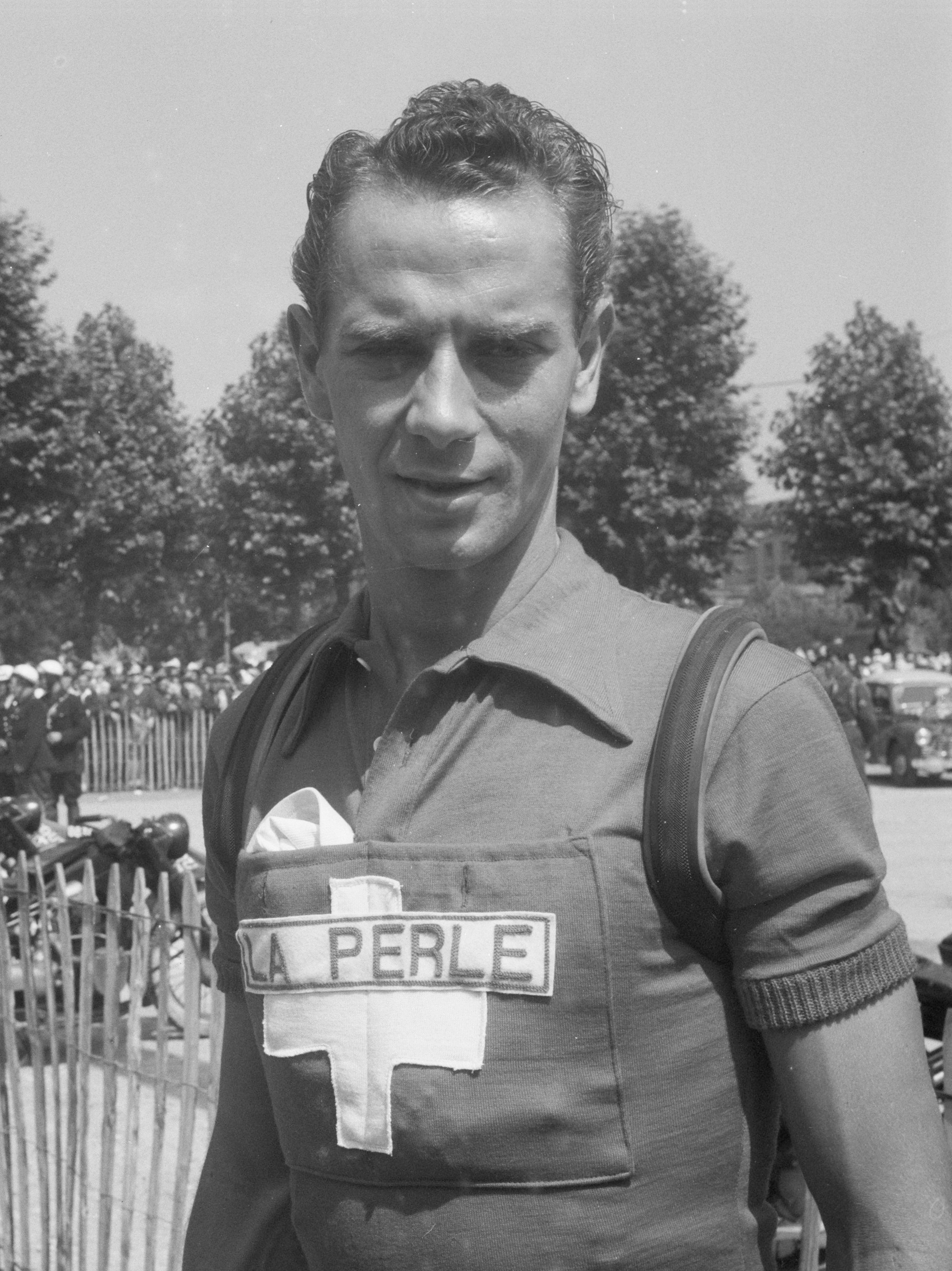
Schweizaren Hugo Koblet var den förste icke-italienaren som vann Giro d’Italia, 1950.
Bild tagen den 4 juli 1951, vid Tour de France.

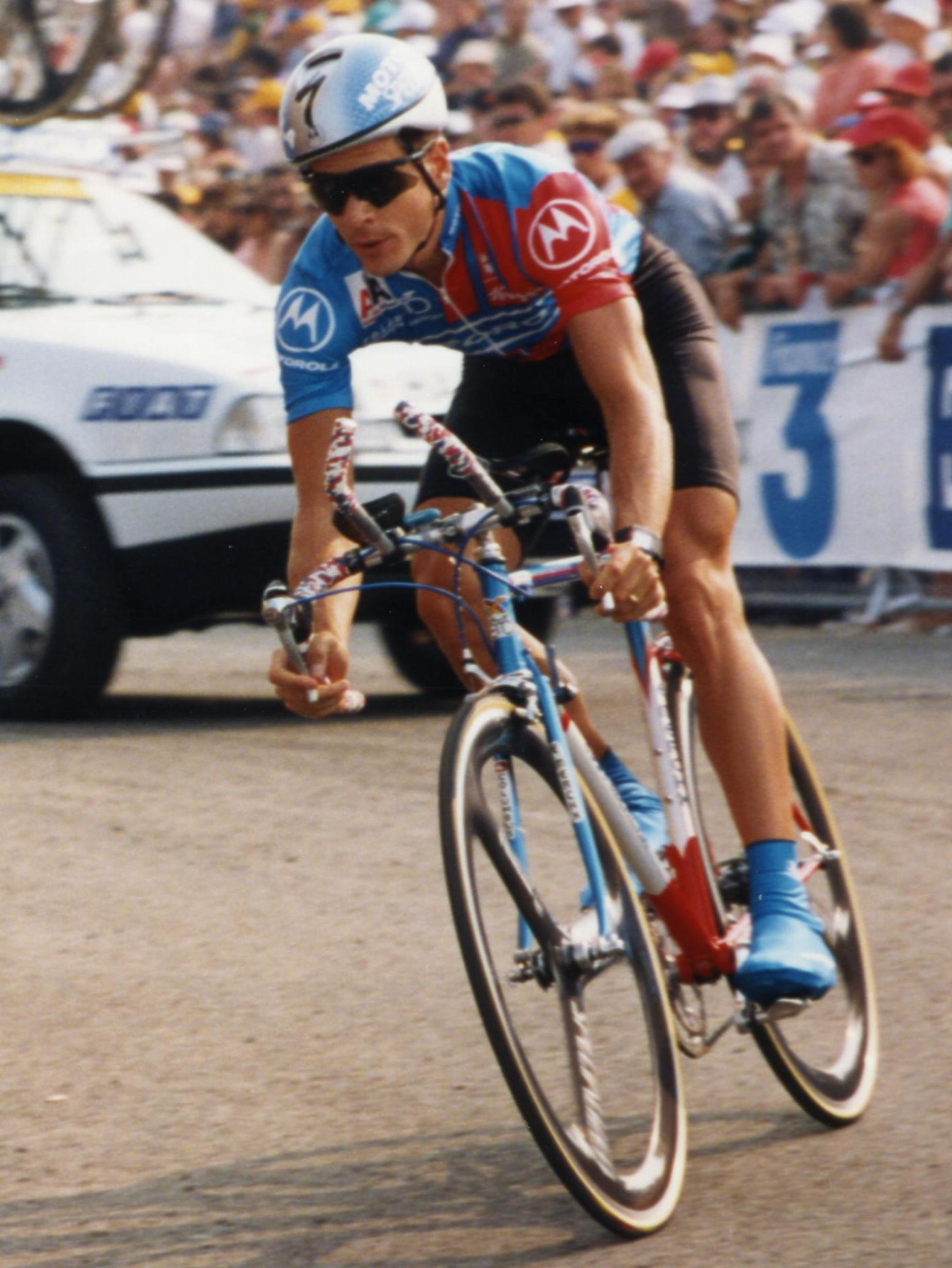
Andy Hampsten från USA var den förste icke-europén som vann Giro d’Italia, 1988.
Bild tagen vid Tour de France 1993.

| №   | Giro | Totalsegrare        | Poängpristävlingen       | Bergspristävlingen              | Ungdomspristävlingen   |
| --- | ---- | ------------------- | ------------------------ | ------------------------------- | ---------------------- |
| 1   | 1909 | Luigi Ganna         | 0                        | 0                               | 0                      |
| 2   | 1910 | Carlo Galetti       | 0                        | 0                               | 0                      |
| 3   | 1911 | Carlo Galetti       | 0                        | 0                               | 0                      |
| 4   | 1912 | Atala–Dunlop        | 0                        | 0                               | 0                      |
| 5   | 1913 | Carlo Oriani        | 0                        | 0                               | 0                      |
| 6   | 1914 | Alfonso Calzolari   | 0                        | 0                               | 0                      |
| 7   | 1919 | Costante Girardengo | 0                        | 0                               | 0                      |
| 8   | 1920 | Gaetano Belloni     | 0                        | 0                               | 0                      |
| 9   | 1921 | Giovanni Brunero    | 0                        | 0                               | 0                      |
| 10  | 1922 | Giovanni Brunero    | 0                        | 0                               | 0                      |
| 11  | 1923 | Costante Girardengo | 0                        | 0                               | 0                      |
| 12  | 1924 | Giuseppe Enrici     | 0                        | 0                               | 0                      |
| 13  | 1925 | Alfredo Binda       | 0                        | 0                               | 0                      |
| 14  | 1926 | Giovanni Brunero    | 0                        | 0                               | 0                      |
| 15  | 1927 | Alfredo Binda       | 0                        | 0                               | 0                      |
| 16  | 1928 | Alfredo Binda       | 0                        | 0                               | 0                      |
| 17  | 1929 | Alfredo Binda       | 0                        | 0                               | 0                      |
| 18  | 1930 | Luigi Marchisio     | 0                        | 0                               | 0                      |
| 19  | 1931 | Francesco Camusso   | 0                        | 0                               | 0                      |
| 20  | 1932 | Antonio Pesenti     | 0                        | 0                               | 0                      |
| 21  | 1933 | Alfredo Binda       | 0                        | Alfredo Binda                   | 0                      |
| 22  | 1934 | Learco Guerra       | 0                        | Remo Bertoni                    | 0                      |
| 23  | 1935 | Vasco Bergamaschi   | 0                        | Gino Bartali                    | 0                      |
| 24  | 1936 | Gino Bartali        | 0                        | Gino Bartali                    | 0                      |
| 25  | 1937 | Gino Bartali        | 0                        | Gino Bartali                    | 0                      |
| 26  | 1938 | Giovanni Valetti    | 0                        | Giovanni Valetti                | 0                      |
| 27  | 1939 | Giovanni Valetti    | 0                        | Gino Bartali                    | 0                      |
| 28  | 1940 | Fausto Coppi        | 0                        | Gino Bartali                    | 0                      |
| 29  | 1946 | Gino Bartali        | 0                        | Gino Bartali                    | 0                      |
| 30  | 1947 | Fausto Coppi        | 0                        | Gino Bartali                    | 0                      |
| 31  | 1948 | Fiorenzo Magni      | 0                        | Fausto Coppi                    | 0                      |
| 32  | 1949 | Fausto Coppi        | 0                        | Fausto Coppi                    | 0                      |
| 33  | 1950 | Hugo Koblet         | 0                        | Hugo Koblet                     | 0                      |
| 34  | 1951 | Fiorenzo Magni      | 0                        | Louison Bobet                   | 0                      |
| 35  | 1952 | Fausto Coppi        | 0                        | Raphaël Géminiani               | 0                      |
| 36  | 1953 | Fausto Coppi        | 0                        | Pasquale Fornara                | 0                      |
| 37  | 1954 | Carlo Clerici       | 0                        | Fausto Coppi                    | 0                      |
| 38  | 1955 | Fiorenzo Magni      | 0                        | Gastone Nencini                 | 0                      |
| 39  | 1956 | Charly Gaul         | 0                        | Charly Gaul                     | 0                      |
| 40  | 1957 | Gastone Nencini     | 0                        | Raphaël Géminiani               | 0                      |
| 41  | 1958 | Ercole Baldini      | 0                        | Jean Brankart                   | 0                      |
| 42  | 1959 | Charly Gaul         | 0                        | Charly Gaul                     | 0                      |
| 43  | 1960 | Jacques Anquetil    | 0                        | Rick Van Looy                   | 0                      |
| 44  | 1961 | Arnaldo Pambianco   | 0                        | Vito Taccone                    | 0                      |
| 45  | 1962 | Franco Balmamion    | 0                        | Angelino Soler                  | 0                      |
| 46  | 1963 | Franco Balmamion    | 0                        | Vito Taccone                    | 0                      |
| 47  | 1964 | Jacques Anquetil    | 0                        | Franco Bitossi                  | 0                      |
| 48  | 1965 | Vittorio Adorni     | 0                        | Franco Bitossi                  | 0                      |
| 49  | 1966 | Gianni Motta        | Gianni Motta             | Franco Bitossi                  | 0                      |
| 50  | 1967 | Felice Gimondi      | Dino Zandegù             | Aurelio González                | 0                      |
| 51  | 1968 | Eddy Merckx         | Eddy Merckx              | Eddy Merckx                     | 0                      |
| 52  | 1969 | Felice Gimondi      | Franco Bitossi           | Claudio Michelotto              | 0                      |
| 53  | 1970 | Eddy Merckx         | Franco Bitossi           | Martin Van Den Bossche          | 0                      |
| 54  | 1971 | Gösta Pettersson    | Marino Basso             | José Manuel Fuente              | 0                      |
| 55  | 1972 | Eddy Merckx         | Roger De Vlaeminck       | José Manuel Fuente              | 0                      |
| 56  | 1973 | Eddy Merckx         | Eddy Merckx              | José Manuel Fuente              | 0                      |
| 57  | 1974 | Eddy Merckx         | Roger De Vlaeminck       | José Manuel Fuente              | 0                      |
| 58  | 1975 | Fausto Bertoglio    | Roger De Vlaeminck       | Andrés Oliva · Francisco Galdós | 0                      |
| 59  | 1976 | Felice Gimondi      | Francesco Moser          | Andrés Oliva                    | Alfio Vandi            |
| 60  | 1977 | Michel Pollentier   | Francesco Moser          | Faustino Fernández Ovies        | Mario Beccia           |
| 61  | 1978 | Johan De Muynck     | Francesco Moser          | Ueli Sutter                     | Roberto Visentini      |
| 62  | 1979 | Giuseppe Saronni    | Giuseppe Saronni         | Claudio Bortolotto              | Silvano Contini        |
| 63  | 1980 | Bernard Hinault     | Giuseppe Saronni         | Claudio Bortolotto              | Tommy Prim             |
| 64  | 1981 | Giovanni Battaglin  | Giuseppe Saronni         | Claudio Bortolotto              | Giuseppe Faraca        |
| 65  | 1982 | Bernard Hinault     | Francesco Moser          | Lucien Van Impe                 | Marco Groppo           |
| 66  | 1983 | Giuseppe Saronni    | Giuseppe Saronni         | Lucien Van Impe                 | Franco Chioccioli      |
| 67  | 1984 | Francesco Moser     | Urs Freuler              | Laurent Fignon                  | Charly Mottet          |
| 68  | 1985 | Bernard Hinault     | Johan van der Velde      | José Luis Navarro               | Alberto Volpi          |
| 69  | 1986 | Roberto Visentini   | Guido Bontempi           | Pedro Muñoz                     | Marco Giovannetti      |
| 70  | 1987 | Stephen Roche       | Johan van der Velde      | Robert Millar                   | Roberto Conti          |
| 71  | 1988 | Andrew Hampsten     | Johan van der Velde      | Andrew Hampsten                 | Stefano Tomasini       |
| 72  | 1989 | Laurent Fignon      | Giovanni Fidanza         | Luis Herrera                    | Vladimir Poulnikov     |
| 73  | 1990 | Gianni Bugno        | Gianni Bugno             | Claudio Chiappucci              | Vladimir Poulnikov     |
| 74  | 1991 | Franco Chioccioli   | Claudio Chiappucci       | Iñaki Gastón Crespo             | Massimiliano Lelli     |
| 75  | 1992 | Miguel Indurain     | Mario Cipollini          | Claudio Chiappucci              | Pavel Tonkov           |
| 76  | 1993 | Miguel Indurain     | Adriano Baffi            | Claudio Chiappucci              | Pavel Tonkov           |
| 77  | 1994 | Jevgenij Berzin     | Djamolidine Abdoujaparov | Pascal Richard                  | Jevgenij Berzin        |
| 78  | 1995 | Tony Rominger       | Tony Rominger            | Mariano Piccoli                 | 0                      |
| 79  | 1996 | Pavel Tonkov        | Fabrizio Guidi           | Mariano Piccoli                 | 0                      |
| 80  | 1997 | Ivan Gotti          | Fabrizio Guidi           | Mariano Piccoli                 | 0                      |
| 81  | 1998 | Marco Pantani       | Mariano Piccoli          | Marco Pantani                   | 0                      |
| 82  | 1999 | Ivan Gotti          | Laurent Jalabert         | Chepe González                  | 0                      |
| 83  | 2000 | Stefano Garzelli    | Dmitrij Konysjev         | Francesco Casagrande            | 0                      |
| 84  | 2001 | Gilberto Simoni     | Massimo Strazzer         | Fredy González                  | 0                      |
| 85  | 2002 | Paolo Savoldelli    | Mario Cipollini          | Julio Alberto Pérez             | 0                      |
| 86  | 2003 | Gilberto Simoni     | Gilberto Simoni          | Fredy González                  | 0                      |
| 87  | 2004 | Damiano Cunego      | Alessandro Petacchi      | Fabian Wegmann                  | 0                      |
| 88  | 2005 | Paolo Savoldelli    | Paolo Bettini            | José Rujano Guillen             | 0                      |
| 89  | 2006 | Ivan Basso          | Paolo Bettini            | Juan Manuel Gárate              | 0                      |
| 90  | 2007 | Danilo Di Luca      | Danilo Di Luca           | Leonardo Piepoli                | Andy Schleck           |
| 91  | 2008 | Alberto Contador    | Daniele Bennati          | Emanuele Sella                  | Riccardo Riccò         |
| 92  | 2009 | Denis Mensjov       | Denis Mensjov            | Stefano Garzelli                | Kevin Seeldraeyers     |
| 93  | 2010 | Ivan Basso          | Cadel Evans              | Matthew Lloyd                   | Richie Porte           |
| 94  | 2011 | Michele Scarponi    | Michele Scarponi         | Stefano Garzelli                | Roman Kreuziger        |
| 95  | 2012 | Ryder Hesjedal      | Joaquim Rodríguez        | Matteo Rabottini                | Rigoberto Urán         |
| 96  | 2013 | Vincenzo Nibali     | Mark Cavendish           | Stefano Pirazzi                 | Carlos Betancur        |
| 97  | 2014 | Nairo Quintana      | Nacer Bouhanni           | Julián Arredondo                | Nairo Quintana         |
| 98  | 2015 | Alberto Contador    | Giacomo Nizzolo          | Giovanni Visconti               | Fabio Aru              |
| 99  | 2016 | Vincenzo Nibali     | Giacomo Nizzolo          | Mikel Nieve                     | Bob Jungels            |
| 100 | 2017 | Tom Dumoulin        | Fernando Gaviria         | Mikel Landa                     | Bob Jungels            |
| 101 | 2018 | Chris Froome        | Elia Viviani             | Chris Froome                    | Miguel Ángel López     |
| 102 | 2019 | Richard Carapaz     | Pascal Ackermann         | Giulio Ciccone                  | Miguel Ángel López     |
| 103 | 2020 | Tao Geoghegan Hart  | Arnaud Démare            | Ruben Guerreiro                 | Tao Geoghegan Hart     |
| 104 | 2021 | Egan Bernal         | Peter Sagan              | Geoffrey Bouchard               | Egan Bernal            |
| 105 | 2022 | Jai Hindley         | Arnaud Démare            | Koen Bouwman                    | Juan Pedro López Pérez |
| 106 | 2023 | Primož Roglič       | Jonathan Milan           | Thibaut Pinot                   | João Almeida           |
| 107 | 2024 | Tadej Pogačar       | Jonathan Milan           | Tadej Pogačar                   | Antonio Tiberi         |
| 108 | 2025 | Simon Yates         | Mads Pedersen            | Lorenzo Fortunato               | Isaac del Toro         |
| №   | Giro | Totalsegrare        | Poängpristävlingen       | Bergspristävlingen              | Ungdomspristävlingen   |

## Fotnoter
1. ↑  Atala–Dunlop var namnet på det lag som vann Giro d’Italia 1912. Laget bestod av Luigi Ganna, Carlo Galetti, Giovanni Micheletto och Eberardo Pavesi; samtliga från Italien. Luigi Ganna avbröt tävlingen efter den femte etappen.